# TYC 8997-1597-1
Désignations
TYC 8997-1597-1 est un système binaire à éclipses constitué de PSR B1259-63, un pulsar, et de LS 2883 une étoile bleue de type spectral O9.5Ve.
La paire a une orbite excentrique qui est inclinée par rapport à la ligne de visée de la Terre d'environ 36°, conduisant à une éclipse durant 40 jours à chaque fois que le pulsar passe derrière l'étoile.
Le pulsar a une période d'environ 48 ms et une luminosité de 8.3 × 1035 erg/s. Il émet des rayons gamma de très haute énergie qui varient sur une échelle de temps de plusieurs jours.
L'étoile LS 2883 a une masse d'environ 10 masses solaires et un rayon de 6 rayons solaires. La vitesse de rotation est d'environ 280 km/s à l'équateur, soit 70 % de la vitesse de rupture.